# Mraovo Polje
Mraovo Polje (cyr. Мраово Поље) – wieś w Bośni i Hercegowinie, w Republice Serbskiej, w gminie Kostajnica. W 2013 roku liczyła 29 mieszkańców.